# Lista de episódios de Brava Gente (2000)
Esta é uma lista de episódios do programa de televisão Brava Gente, exibido pela Rede Globo entre 26 de dezembro de 2000 e 24 de dezembro de 2002.

## Visão geral
| Temporada | Temporada | Episódios | Período de exibição                             |
| --------- | --------- | --------- | ----------------------------------------------- |
|           | Especial  | 4         | 26 de dezembro de 2000 - 29 de dezembro de 2000 |
|           | 1.ª       | 36        | 27 de março de 2001 - 25 de dezembro de 2001    |
|           | 2.ª       | 18        | 9 de abril de 2002 - 24 de dezembro de 2002     |

## Lista de episódios

### Especial de Final de Ano (2000)
| N.º | Título                                                                           | Dirigido por   | Escrito por               | Exibição original      | Ref   |
| --- | -------------------------------------------------------------------------------- | -------------- | ------------------------- | ---------------------- | ----- |
| 1 | "O Santo e a Porca" "Meia Encarnada Dura de Sangue" "Enquanto a Noite Não Chega" | (ver resumo)   | (ver resumo)              | 26 de dezembro de 2000 | [ 1 ] |
| O Santo e a Porca: da obra de Ariano Suassuna, adaptado por Adriana Falcão e dirigido por Maurício Farias - com: Marco Nanini (Euricão), Denise Fraga (Caroba), Nicette Bruno (Benona), Rogério Cardoso (Eudoro), Leandra Leal (Margarida), Bruno Garcia (Dodó) e Tadeu Mello (Pinhão). Meia Encarnada Dura de Sangue: da obra de Lourenço Cazarré, adaptado por Jorge Furtado e Guel Arraes, dirigido por Jorge Furtado - com: Camila Pitanga (Elisa), Sérgio Menezes (Bonifácio), Susana Vieira, Francisco Cuoco, Othon Bastos (Belenho), Aldri D'Anunciação (Vicente) e Augusto Pompeo. Enquanto a Noite Não Chega: da obra de Josué Guimarães, adaptado por João Emanuel Carneiro e dirigido por Denise Saraceni - com: Mário Lago (Eleutério), Eloísa Mafalda (Conceição), Flávio Migliaccio (Teodoro) e Caio Junqueira (Adroaldo)                                                                                       |                                                                                  |                |                           |                        |       |
| 2 | "Um Edifício Chamado 200"                                                        | Jorge Fernando | Mauro Rasi                | 27 de dezembro de 2000 | [ 2 ] |
| Original de Paulo Pontes, Milton Moraes e Renato José Pécora. Narração de José Carlos Araújo. Com: Luiz Fernando Guimarães (Gamela), Bianca Byington (Ana), Cláudia Raia (Carla) e Ernesto Piccolo (Bororó) |                                                                                  |                |                           |                        |       |
| 3 | "Um Casamento Enganoso" "Um Capricho" "Palace II"                                | (ver resumo)   | (ver resumo)              | 28 de dezembro de 2000 | [ 3 ] |
| Um Casamento Enganoso: de Walcyr Carrasco, inspirado em Miguel de Cervantes. Direção de Walter Avancini. - com: Carla Marins (Estefânia), Tonico Pereira (Alberico de Campusano), Elizabeth Savalla (Clemência), Paulo Gorgulho (Capitão), Edney Giovenazzi (Joalheiro), Leonardo Medeiros (Ferdinando), Maria Sílvia, Expedito Barreira, Iléa Ferraz, Murilo Elbas e Rômulo Delduque Um Capricho: de Artur de Azevedo, adaptado por Alcides Nogueira. Direção de Herval Rossano. - com: Diogo Vilela (Epidauro), Taís Araújo (Beatriz), Cláudia Lira (Gisele), Stepan Nercessian (Guel Vancini) e Edson Silva (Tonhão). Palace II: baseado na obra de Paulo Lins, adaptado por Bráulio Mantovani. Direção de Fernando Meirelles e Kátia Lund. - com: Douglas Silva (Acerola), Darlan Cunha (Laranjinha), Rubens Sabino (Nefasto), Phelipe Haangensen, Jonathan Haagensen (Madrugadão), Leandro Firmino e Jackeline Ferreira. |                                                                                  |                |                           |                        |       |
| 4 | "O Condomínio"                                                                   | Guel Arraes    | Jorge Furtado Guel Arraes | 29 de dezembro de 2000 | [ 4 ] |
| Baseada na obra de Luis Fernando Veríssimo. Com: Andréa Beltrão (Sandra), Murilo Benício (João), Otávio Augusto (Neiva), Eliane Giardini (Leonor), Luís Melo (Capitão Sérgio) e Selton Mello (Daniel). |                                                                                  |                |                           |                        |       |

### 1.ª temporada (2001)
| Parte 1 |    |                                                       |                                      |                                      |                        |        |
| 5 | 1  | "A Coleira do Cão"                                    | Roberto Farias                       | Antônio Carlos da Fontoura           | 27 de março de 2001    | [ 5 ]  |
| Baseada na obra de Rubem Fonseca. com: Lima Duarte (Washington), Murilo Benício (Vilela), Vicente Barcellos (Demétrio), Adriano Garib (Casemiro), Renato Faria, Mary Sheyla de Paula, Telcy Ruas, Stênio Garcia (Pernambuco Come-Gordo), Chico Diaz (Lilico) e Tereza Seiblitz (Marlene). |    |                                                       |                                      |                                      |                        |        |
| 6 | 2  | "O Tocador de Tuba"                                   | José Alvarenga Júnior                | Lauro César Muniz                    | 3 de abril de 2001     | [ 6 ]  |
| com: Marisa Orth (Antonieta), Pedro Bismarck (Durvalino), Bruno Garcia (Carlão), Alice Borges (Violeta) e Ankito. |    |                                                       |                                      |                                      |                        |        |
| 7 | 3  | "A Sonata"                                            | Jayme Monjardim Teresa Lampreia      | Júlio Fischer                        | 10 de abril de 2001    | [ 7 ]  |
| Baseado na obra de Érico Veríssimo. com: Mariana Ximenes (Luciana), Ângelo Antônio (Teodoro), Daniela Escobar (Lucila), Tato Gabus Mendes (Aureliano Palacius), Nair Belo (Magnólia), Elias Gleizer (Amaro), José Augusto Branco (maestro Tito Meneghini), Suzana Vieira (Safira), Bia Montez (Celeste), Betina Viany, Jean Paul, Alexandra Richter, Norton Penna Firme Barcellos, Lívia da Costa Siqueira, Hilário Stanislaw e Maria Lidia Costa. |    |                                                       |                                      |                                      |                        |        |
| 8 | 4  | "História de Carnaval"                                | Herval Rossano                       | Tiago Santiago                       | 17 de abril de 2001    | [ 8 ]  |
| Baseado na obra de Aníbal Machado e de William Shakespeare. com: Juliana Paes (Rosinha), Norton Nascimento (Marcelo), Raul Gazolla (Armandinho), Edson Montenegro (Thiago), Nélson Freitas Jr. (Cláudio), Alexandre Henderson (Rodrigo), Claudia Mauro (Emília), Roberta Costa, Luciana Roque, Haroldo de Oliveira, Newton Martins e Helio Bhering. |    |                                                       |                                      |                                      |                        |        |
| 9 | 5  | "A História do Passarinho" "Alandelão Delapatrie"     | Roberto Talma                        | Geraldo Carneiro                     | 24 de abril de 2001    | [ 10 ] |
| A História do Passarinho: baseada na obra de Stanislaw Ponte Preta - com: Pedro Paulo Rangel (Carlão), Guilherme Karam (Kléber Tereso/Pai Creuso Caveirinha/Jocimar Santos), Viviane Araújo (Marlicene) e Duse Nacaratti. Alandelão Delapatrie: baseada na obra de João Ubaldo Ribeiro. com: Diogo Vilela (Taoca), Frank Menezes (Cremildo), Stepan Nercessian (Emanuel) e Ary Fontoura (Dr. Crescêncio). |    |                                                       |                                      |                                      |                        |        |
| 10 | 6  | "O Morto do Encantado Morre e Pede Passagem"          | Ignácio Coqueiro                     | Jorge Furtado                        | 1º de maio de 2001     | [ 11 ] |
| Baseado na obra de Oduvaldo Vianna Filho. com: Flávio Migliaccio (Osório), Chico Diaz (Zé), Betty Gofman (Maria), Francisco Milani (Encanador), Cininha de Paula (Eudoxia), Roberto Bonfim, Betty Erthal (Arminda), Cláudio Mamberti (Manoel), Heitor Martinez (Mal Acostumado), Marcos Oliveira (Delegado), Bruno Gradim (Andrezinho), Fernando Wellington, Péricles Amin, Ângela Delphim, João Júnior e Augusto Gutierrez. |    |                                                       |                                      |                                      |                        |        |
| 11 | 7  | "O Comprador de Fazendas"                             | Carlos Gerbase                       | Jorge Furtado Carlos Gerbase         | 8 de maio de 2001      | [ 12 ] |
| Baseado na obra de Monteiro Lobato. com: Marco Nanini (David), Bruno Garcia (Pedro), Nelson Diniz (Dr. Salgado), Lúcia Alves (Isaura), Júlia Feldens (Zilda), José Victor Castiel, Paulo Betti (Ricardo André), Rejane Arruda, Juliana Menz e Pipa Diniz. |    |                                                       |                                      |                                      |                        |        |
| 12 | 8  | "Armas e Corações"                                    | Maurício Farias                      | João Emanuel Carneiro                | 15 de maio de 2001     | [ 13 ] |
| Baseado na obra de Autran Dourado. com: Angelo Antônio (Juvenal), Marcos Winter (Quincas), Emiliano Queiroz, Alessandra Negrini (Natália), Sebastião Vasconcelos (Coronel Justino), Ricardo Blat (Joquinha), Mira Palheta, Diego Codazzi e Carlos Vereza (Orozimbo). |    |                                                       |                                      |                                      |                        |        |
| 13 | 9  | "Embaixada do Glicério"                               | Francisco Milani Carlo Donato Milani | Guilherme Vasconcelos                | 22 de maio de 2001     | [ 14 ] |
| com: Othon Bastos (Nabuco), Betty Lago (Zozô Duprat), Eduardo Moscovis (Cleidosn Wanderley), Julia Feldens (Carlene Sergiane), Danton Mello (Henrique/Florismundo) Enrique Diaz (Ivonaldo) e Marília Pêra (Pola Salgueiro). |    |                                                       |                                      |                                      |                        |        |
| 14 | 10 | "Lira Paulistana"                                     | Cláudio Torres                       | Alexandre Machado Fernanda Young     | 29 de maio de 2001     | [ 15 ] |
| Livremente inspirado no livro de Mário de Andrade. com: Matheus Nachtergaele (Pedro), Selton Mello (Sardinha), Paulo Betti, Fernanda Torres, Drica Moraes, Maria Luísa Mendonça, Antônio Grassi, Virgínia Cavendish, Gustavo Pereira, Alexandre Zacchia, Isaac Bernat e Raquel Karro. |    |                                                       |                                      |                                      |                        |        |
| 15 | 11 | "O Retorno de Ulisses" "Boca de Lixo"                 | (ver resumo)                         | (ver resumo)                         | 5 de junho de 2001     | [ 16 ] |
| O Retorno de Ulisses: escrito por Guilherme Vasconcelos. Direção de Carlo Donato Milani. - com: Cláudia Jimenez (Alzira), Ernani Moraes (Ulisses), Samuel Costa, Sérgio Cavalcanti e Bruno Alves. Boca de Lixo: escrito por Jackie Vellego. Direção de Teresa Lampreia. - com: Domingos de Oliveira (Etevaldo), Camila Amado (Nelinha), Cissa Guimarães (Diva), Emiliano Queiroz, Stepan Nercessian (Talarico), Thalma de Freitas (Ademilde), Sura Berditchevsky, Leandro Hassum (João), Lafayette Galvão, André Luiz Miranda, Maria Cristina Gatti, Pia Manfroni, Nando Cunha e Luiz Otávio Moraes. |    |                                                       |                                      |                                      |                        |        |
| 16 | 12 | "Arioswaldo e sua Mãe Centenária"                     | Maurício Farias                      | Carlos Alberto Ratton                | 12 de junho de 2001    | [ 17 ] |
| com: Diogo Vilela (Arioswaldo), Dirce Migliaccio (Centenária), Marco Ricca (Jagunço Famigerador), Antonio Calloni (São Pedro), Flávio Migliaccio (Anquilóstom), Catarina Abdala (Enxerida), Carlos Vereza (Diprofundo), Marco Rodrigo |    |                                                       |                                      |                                      |                        |        |
| 17 | 13 | "As Aventurs de Chico Norato contra o Boto Vingativo" | Jayme Monjardim Teresa Lampreia      | Lúcio Manfredi                       | 19 de junho de 2001    | [ 18 ] |
| Baseada na obra de Arthur Engrácio. com: Gero Camilo (Chico Norato), Nívea Stelmann (Jacira), José Dumont (Zé), Roberto Bonfim (Valtenice), Humberto Martins (Boto), Kika Freire, Arminda Freire, Adalberto Nunes e Kiko Nunes. Narração de Francisco Milani. |    |                                                       |                                      |                                      |                        |        |
| 18 | 14 | "Como Matar um Playboy"                               | Rogério Gomes                        | João Bethencourt                     | 26 de junho de 2001    | [ 19 ] |
| com: Adriana Esteves (Marina), Marcello Novaes (Gugu), Oswaldo Loureiro (Távora), Ernani Moraes (capitão Chico), Freddy Ribeiro (Toninho) e Emiliano Queiroz (Agenor) |    |                                                       |                                      |                                      |                        |        |
| 19 | 15 | "A Bagaceira"                                         | Luiz Henrique Rios                   | João Emanuel Carneiro                | 3 de julho de 2001     | [ 20 ] |
| Baseada na obra de José Américo de Almeida. com: Lima Duarte, Leandra Leal (Soledade), Ângelo Paes Leme, Celso Frateschi (Valentim), Marcelo Escorel (Manel), Cacá Carvalho e Joana Limaverde. |    |                                                       |                                      |                                      |                        |        |
| 20 | 16 | "Dia de Visita"                                       | Ana Luíza Azevedo                    | Jorge Furtado Giba Assis Brasil      | 10 de julho de 2001    | [ 21 ] |
| com: Malu Mader (Delurdes), Marco Ricca (Isidoro), Marcello Antony (João), Carlos Cunha e Júlio Andrade (Paulo). |    |                                                       |                                      |                                      |                        |        |
| 21 | 17 | "A Onça"                                              | Rogério Gomes                        | Emanuel Jacobina César Cardoso       | 17 de julho de 2001    | [ 22 ] |
| Baseada na obra de Herberto Sales com: Heloísa Périssé (Rosa), Eduardo Moscovis (Chico), Marcello Novaes (Melquiades), Thiago Lacerda (João Felão), Oswaldo Loureiro (Praxedes) e André Mattos (Isolino). |    |                                                       |                                      |                                      |                        |        |
| 22 | 18 | "A Moda do Chifre"                                    | Carlos Araújo                        | João Emanuel Carneiro                | 24 de julho de 2001    | [ 23 ] |
| com: Matheus Nachtergaele (Nezinho), Júlia Feldens (Isabel), Mauro Mendonça (Geneval), Giulia Gam (Anália), Aramis Trindade (Janjão), Maria Luísa Mendonça (Valdinha), Marcos Pasquim (Chico), Ivete Sangalo (Rosália), Fernando Caruso, Mucio Medeiros e Luciana Roque. |    |                                                       |                                      |                                      |                        |        |
| 23 | 19 | "A Grã-Fina de Copacabana"                            | Maurício Farias                      | Jorge Furtado Guel Arraes            | 31 de julho de 2001    | [ 24 ] |
| Baseada na obra de Stanislaw Ponte Preta. com: Andréa Beltrão (Sarita), Daniel Dantas (Edu), Lília Cabral (Zizi), Paulo Betti (Téo), Fábio Assunção (Cid), Maria Carolina Ribeiro (Elisa) e João Júnior. |    |                                                       |                                      |                                      |                        |        |
| Parte 2 |    |                                                       |                                      |                                      |                        |        |
| 24 | 20 | "As Proezas do Finado Zacarias"                       | Vicente Barcellos Roberto Farias     | João Emanuel Carneiro                | 4 de setembro de 2001  | [ 25 ] |
| Baseada na obra de Murilo Rubião. Coordenação de texto de Geraldo Carneiro. com: Felipe Camargo (Zacarias), Carolina Dieckmann (Marina), Milton Gonçalves, Lília Cabral (Isabela), André Valli (Miltinho), Guga Coelho (Guga), Cláudio Heinrich (Beto), Betty Erthal, Mariana Hein (Letícia), Márcio Azevedo e Amanda Carvalho |    |                                                       |                                      |                                      |                        |        |
| 25 | 21 | "O Diabo Ri por Último"                               | Luiz Henrique Rios Roberto Farias    | Fausto Galvão Carlos Alberto Ratton  | 11 de setembro de 2001 | [ 26 ] |
| Baseada na obra de Altamir Pimentel. Coordenação de texto de Geraldo Carneiro. com: Cláudia Abreu, Chico Diaz (Zé), Mauro Mendonça, Maria Luísa Mendonça, Heitor Martinez, Maurício Gonçalves, Jackson Antunes (Bico Doce) e Emiliano Queiroz. |    |                                                       |                                      |                                      |                        |        |
| 26 | 22 | "O Automóvel"                                         | Ary Coslov Roberto Farias            | Fernando Rebello                     | 18 de setembro de 2001 | [ 27 ] |
| Baseado na obra de Herberto Sales. Coordenação de texto de Geraldo Carneiro. com: Ney Latorraca (Raul), Maria Zilda Bethlem (Eunice), Othon Bastos (Pacheco), Oswaldo Loureiro (Quintela), Júlia Feldens (Graça), Hugo Gross (Wanderley), Bruno Gradim (Mariozinho), Nizo Neto, Reynaldo Gianecchini, André Mattos, Ataíde Arcoverde, João Gabriel MOnteiro, Rosa Diaz, Antonia Quintaes, Márcio Azevedo, Conceição Rios e Augusto Gutierrez. |    |                                                       |                                      |                                      |                        |        |
| 27 | 23 | "O Crime Imperfeito"                                  | Mário Márcio Bandarra Roberto Farias | João Emanuel Carneiro                | 25 de setembro de 2001 | [ 28 ] |
| Baseado na obra de José Cândido de Carvalho. com: Marilu Bueno (Origoncina), Marco Ricca (Santinho Toledo), Ernani Moraes (Astrogildo), Regiane Alves (Didi), Emiliano Queiroz, Suely Franco (Lindalva), Renato Rabello, Thelma Reston e Silvio Ferrari. |    |                                                       |                                      |                                      |                        |        |
| 28 | 24 | "Um Caso, uma Loura"                                  | Ignácio Coqueiro                     | Álvaro Ramos                         | 2 de outubro de 2001   | [ 29 ] |
| Baseada na obra de Sérgio Porto. com: Paulo Gorgulho (Peixoto), Paulo Betti (Leleco), Tato Gabus Mendes (Gentil), Cláudia Lira (Alicinha), Emiliano Queiroz e Maria Lidia Costa. |    |                                                       |                                      |                                      |                        |        |
| 29 | 25 | "Os Mistérios do Sexo"                                | Cininha de Paula Roberto Farias      | Elizabeth Jhin                       | 9 de outubro de 2001   | [ 30 ] |
| Baseada na obra de Coelho Neto com: Caio Blat (Eufêmia), Aracy Balabanian (Custódia), André Gonçalves (Bibi), Maria Maya (Iracema), Márcia Cabrita (Donália), Stepan Nercessian, Cláudia Ricart, Camille Fadda, Eva Todor (Augusta) e Cláudio Corrêa e Castro (Dr. Patoreba) |    |                                                       |                                      |                                      |                        |        |
| 30 | 26 | "Tarde da Noite"                                      | José Carlos Pieri Roberto Farias     | Rosane Lima                          | 16 de outubro de 2001  | [ 31 ] |
| Baseada na obra de Luiz Vilela. com: Maitê Proença (Ana Paula/Maria), Lilia Cabral (Letícia), Daniel Dantas (Otávio), Joana Limaverde, Carlos Machado e Pia Manfroni (Repórter) |    |                                                       |                                      |                                      |                        |        |
| 31 | 27 | "Bilac Vê Estrelas"                                   | Vicente Barcellos Roberto Farias     | Lúcio Manfredi                       | 23 de outubro de 2001  | [ 32 ] |
| Baseada na obra homônima de Ruy Castro. com: Miguel Falabella (Olavo Bilac), Deborah Evelyn (Eduarda), Ângelo Antônio (Santos Dumont), Licurgo Spínola (Padre Maximiliano da Gama), Jorge Maya (José do Patrocínio), Gilles Gwizdek, Xandó Graça, Carla Ribas (Princesa Isabel), Zilka Salaberry (vidente), Carlos Eduardo Dolabella e Othon Bastos. |    |                                                       |                                      |                                      |                        |        |
| 32 | 28 | "Arioswaldo e o Casamento da Mãe Centenária"          | Rogério Gomes Roberto Farias         | Carlos Alberto Ratton Roberto Farias | 30 de outubro de 2001  | [ 33 ] |
| com: Dirce Migliaccio (Centenária), Tonico Pereira (Mizir), Tadeu Mello (Arioswaldo), Regiane Alves (Branca Luz), Eloísa Mafalda (Inxirida), Flávio Migliaccio (Anquilóstom), José Augusto Branco (Padre), Carlos Vereza (Diprofundo). |    |                                                       |                                      |                                      |                        |        |
| 33 | 29 | "Lulu Bergantin"                                      | Márcio Meirelles Roberto Farias      | Fernando Rebello                     | 6 de novembro de 2001  | [ 34 ] |
| Baseada na obra de José Cândido de Carvalho. com: Tom Cavalcante (Lulu Bergantin), Othon Bastos (Prefeito Cajuca Vianna), Débora Duarte (Adrilina Tupinambá), Cláudio Corrêa e Castro, Heloísa Périssé (Zarelda), Rodrigo Penna (Osmário), Anderson Müller (Valentino), Dartagnan Junior (Delegado Honorato Fuinha), Emiliano Queiroz (padre), Márcio Azevedo, Augusto Gutierrez e Lady Montes Claros. |    |                                                       |                                      |                                      |                        |        |
| 34 | 30 | "A Quenga e o Delegado"                               | Alexandre Boury Roberto Farias       | Carlos Alberto Ratton                | 13 de novembro de 2001 | [ 35 ] |
| Baseada na obra de Antônio Klévisson Viana Lima. com: Ana Paula Arósio (Madalena), Ernani Moraes (Militão), Ana Rosa, Tadeu Mello, Fafy Siqueira, Stepan Nercessian (Barão), Vanessa Gerbelli (Sucena), Viviane Novaes, Lícia Magna (Chiquinha), Ilva Niño, Cassiano Carneiro, Charles Myara (Laudelino), Castro Gonzaga e Marcos Winter (Alencar). |    |                                                       |                                      |                                      |                        |        |
| 35 | 31 | "As Aventuras de Barnabé"                             | Moacyr Góes Roberto Farias           | Marcílio Moraes                      | 20 de novembro de 2001 | [ 36 ] |
| Baseada na obra de Machado de Assis. com: Bruno Garcia (Herimário da Silva), André Valli, Maria Luísa Mendonça (Marilene), Oswaldo Loureiro (Silveira), Antônio Grassi (Bastos), Ingrid Guimarães (Clotilde), Maurício Gonçalves (Vadir), Mário Borges (Martins), Franciely Freduzeski (Luisa Pereira), Orã Figueiredo (Zezinho), Vladimir Brichta (Pacheco) e Carla Regina (Jacy). |    |                                                       |                                      |                                      |                        |        |
| 36 | 32 | "A Prosopopéia de Bento Teixeira"                     | Roberto Naar                         | Tiza Lobo                            | 27 de novembro de 2001 | [ 37 ] |
| Baseada na obra de Gilberto Vilar. com Regina Duarte (Feiticeira), Cláudia Rodrigues (Felipa), Vladimir Brichta (Bento Teixeira), Fábio Sabag (Heitor Furtado), Sérgio Mamberti (Gaspar), Guilherme Piva (Diogo), Ângela Vieira (Antônia), Betina Viany, Isabel Fillardis, Marcelo Faria (Manoel), Susana Werner (Isabel), Thierry Figueira (Joaquim), Helder Agostini, Alexandre Zacchia, Daniel Barcellos, Roberta Foster, Flávio Santiago, Augusto Gutierrez, Sérgio Zoroastro e Maria Lidia Costa.                                                                                               |    |                                                       |                                      |                                      |                        |        |
| 37 | 33 | "Triângulo Escaleno"                                  | José Luiz Villamarim                 | João Emanuel Carneiro                | 4 de dezembro de 2001  | [ 38 ] |
| Baseada na obra de Silveira Sampaio. com: Malu Mader (Patsy), Marco Ricca (Carneiro), Marcello Antony (Sérgio), João Camargo (Nogueirinha), Mariana Hein (Lili), Maria Clara Gueiros, Carlos Loffler e Maria Lidia Costa. |    |                                                       |                                      |                                      |                        |        |
| 38 | 34 | "Francisco de Assis"                                  | Roberto Farias                       | Antonio Carlos da Fontoura           | 11 de dezembro de 2001 | [ 39 ] |
| Baseada na obra de Ciro Barcelos. com: Matheus Nachtergaele (Francisco), Camila Caputti (Clara), Nildo Parente (Pedro Bernardone), Francisco Alves (Papa Inocêncio III), Paulo Nolasco (Bispo Guido), Ciro Barcelos (Francisco de Assis), Vinícius Manne, Mônica Domeneck, Roseane Milane, Arthus Schreinert, Karen Keldani, Angel Morsi, Leandro de Andrade, Raquel Halpern, Luiz Fernando Bruno, Bill Sala, Rodrigo de Stefani, Beto Silva, Karine Jacobina, Elisa Borges, Marcelo Videira, Augusto Oiticica, Cesar Lignelli, Acacio Vieira e Kristian Grossmann.                                  |    |                                                       |                                      |                                      |                        |        |
| 39 | 35 | "O Natal de Arioswaldo"                               | Vicente Barcellos Roberto Farias     | Carlos Alberto Ratton                | 18 de dezembro de 2001 | [ 40 ] |
| com: Tadeu Mello (Arioswaldo), Juliana Silveira (Branca Luz), Carlos Vereza (Di Profundo), Dirce Migliaccio (Centenária), Eloísa Mafalda (Inxirida), Othon Bastos, José Augusto Branco (Vigário) e Flávio Migliaccio (Anquilóstom). |    |                                                       |                                      |                                      |                        |        |
| 40 | 36 | "Auto de Natal ― O Mistério do Boi Surubim"           | Carlos Araújo (diretor)              | Tonio Carvalho Fernando Rebello      | ASA                    | [ 41 ] |
| com: Eduardo Moscovis (Boi Surubim), Zezé Polessa (Arcanjo Gabriel), Vera Holtz (Belzebu), Camila Pitanga (Maria), Leonardo Brício (José), Chico Anysio (Cego/Deus), Toni Garrido, Nizo Neto, Viviane Novaes, Anderson Müller, Marcelo Dias, Sonia Siqueira e Yeda Dantas. |    |                                                       |                                      |                                      |                        |        |

### 2.ª temporada (2002)
| 41 | 1     | "A Cabine"                      | Roberto Naar                         | Rosane Lima                                       | 9 de abril de 2002                      | [ 42 ]                      |
| Baseada na obra de Juvenal Batella. Supervisão artística de Roberto Farias. com: Marília Pêra (Amélia), Antônio Fagundes (José), Heloísa Périssé (Dirce), Esperança Motta (Martinha), Bruno Padilha (Zito), Cláudio Paiva, Camilo Namour, Aléssio de Castro e Hélio Fonseca |       |                                 |                                      |                                                   |                                         |                             |
| 42 | 2     | "A Hora Errada"                 | Paulo Buffara                        | Antônio Carlos da Fontoura                        | 16 de abril de 2002                     | [ 43 ]                      |
| Baseada na obra de Luis Fernando Veríssimo. com: Marisa Orth (Vanda), Felipe Camargo (Rogério), Daniel Dantas (Arnaldo), Marcos Palmeira (Bolado), Gabriela Duarte (Gisela), Otávio Augusto (Jorjão), Tássia Camargo (Cris), Anídia Martins, Ronaldo Reys, Flávia Aloy, Charles Emmanuel, Maria Lídia Costa, Ednaldo Lucena, Ed Oliveira e André Guerreiro |       |                                 |                                      |                                                   |                                         |                             |
| 43 | 3     | "Cremilda e o Fantasma"         | Vicente Barcellos                    | Ângela Chaves                                     | 23 de abril de 2002                     | [ 44 ]                      |
| Baseada na obra de Rachel de Queiroz. com: Paloma Duarte (Cremilda), Othon Bastos (Zé), Elizabeth Savalla (Das Dores), Ângelo Antônio (Armando), Milton Gonçalves (Dr. Juliano), Amanda Carvalho, Marcelo Faria (Silvio), Berta Loran e Lúcio Mauro. |       |                                 |                                      |                                                   |                                         |                             |
| 44 | 4     | "A Cidade que o Diabo Esqueceu" | Mário Márcio Bandarra Roberto Farias | Fernando Rebello                                  | 30 de abril de 2002                     | [ 45 ]                      |
| Baseada na obra de Orígenes Lessa com: Tato Gabus Mendes (Padre Feliciano), Rita Guedes (Lili), Cláudio Corrêa e Castro, José Lewgoy (Homero), Buza Ferraz, Clarice Niskier, Sandra Pêra, Gilberto Miranda, Nizo Neto (Joventino), Regis Di Sori, João Velho (Ulisses), Fernanda Rodrigues (Rita de Cássia) e Maria de Sá (Isaura). |       |                                 |                                      |                                                   |                                         |                             |
| 45 | 5     | "Loucos de Pedra"               | Cininha de Paula                     | Álvaro Ramos                                      | 7 de maio de 2002                       | [ 46 ]                      |
| com: Marcelo Serrado (Jessé), Deborah Secco (Jane), Chico Anysio (Juca Brito), Heitor Martinez (Abelardo), Claudia Mauro (Doutora), Felipe Martins (Marreco), Duda Mamberti (Kojak), Danielle Valente (Bailarina), Alexandre Zacchia (Janela), Lupe Gigliotti, Nélson Freitas Jr. (Professor), Marilena Cury (Secretária), Gero Camilo (Cabeleira) e Marcelo Gonçalves. |       |                                 |                                      |                                                   |                                         |                             |
| Parte 2 |       |                                 |                                      |                                                   |                                         |                             |
| 46 | 6     | "O Primeiro Pecado"             | Arthur Pontes                        | Maurício Zacharias                                | 30 de julho de 2002                     | [ 47 ]                      |
| Baseada na obra de Nélson Rodrigues. Homenagem aos 90 anos do nascimento de Nélson Rodrigues. com: Pedro Cardoso (Mário), Fernanda Torres (Irene), Tonico Pereira (Jordão), Fernanda Montenegro, Tuca Andrada, Babi Xavier, Orã Figueiredo, Ludoval Campos, Debora Pontes, Duda Barros, Ricardo Alegre, Iran Mello, Celso André, Jorge de Tarso, Luís Otávio Moraes, Flávio Antônio, Roney Vilela, Letícia Monte e Andrea de Barros. |       |                                 |                                      |                                                   |                                         |                             |
| 47 | 7     | "Diabólica"                     | Cláudio Torres                       | Cláudio Torres Fernanda Torres Mauricio Zacharias | 6 de agosto de 2002                     | [ 48 ]                      |
| Baseado na obra de Nélson Rodrigues. Homenagem aos 90 anos do nascimento de Nélson Rodrigues. com: Fernanda Torres (Dagmar), Ludmila Dayer (Alicinha), Daniel Dantas (Geraldo), Francisco Cuoco, Jorge Dória (Reinaldo), Fernanda Montenegro (Irene), Duse Nacaratti, Duda Monteiro, Joel Silva, Silvio Anacleto, Aline, Dandara Ohana, Fernanda, Pedro Sá, Heloisa, Arduíno Colasanti, Maria Rodrigues, Pepe, Massoca Fontes, Julia Fontes e Sonia Maria dos Santos O. |       |                                 |                                      |                                                   |                                         |                             |
| 48 | 8     | "Cachorro"                      | José Henrique Fonseca                | Patricia Melo                                     | 10 de agosto de 2002                    | [ 49 ]                      |
| Baseado na obra de Nélson Rodrigues. Homenagem aos 90 anos do nascimento de Nélson Rodrigues. com: Drica Moraes, Alexandre Borges, José Henrique Fonseca e Duda Monteiro. |       |                                 |                                      |                                                   |                                         |                             |
| Parte 3 |       |                                 |                                      |                                                   |                                         |                             |
| 49 | 9     | "O Enterro da Cafetina"         | Herval Rossano                       | Rosane Lima                                       | 22 de outubro de 2002                   | [ 50 ]                      |
| Baseada na obra de Marcos Rey. com: Maitê Proença (Betina), Edson Celulari (César), Eloísa Mafalda (Clara), Luíza Tomé (Lola), Lavínia Vlasak (Ana), Luigi Baricelli (Eduardo), Rogéria (Sissi), Dayse Pozzato, Íris Bruzzi, Armando Paiva (Rodolfo), Haroldo de Oliveira (Bêbado), Heitor Martinez (Bebeto), Branca de Camargo, Anilza Leoni (Marta), Marilia Medina (Valéria) e Glória Portella (Drica). |       |                                 |                                      |                                                   |                                         |                             |
| 50 | 10    | "Ana Neri"                      | Roberto Farias                       | Roberto Farias                                    | 29 de outubro de 2002                   | [ 51 ]                      |
| Baseada na obra de José Louzeiro. com: Marília Pêra (Ana Neri), Elias Gleizer (Mendes), Lima Duarte (Ramón), Antônio Grassi (Dr. Amoedo), Ângelo Antônio (Dr. Tolentino), Cosme dos Santos (Zacarias), Irving São Paulo (Tenente Tonico/Antônio Amoedo), Jackson Antunes (Tenente Barnal), Arlindo Lopes (Beto Galo), Clemente Viscaíno (Marechal Caxias), Henri Pagnoncelli, Nizo Neto, Gláucio Gomes, Bruno Garrido, Micael Borges (Taiti), Ana Carolina Dias e Flávio Pardal. |       |                                 |                                      |                                                   |                                         |                             |
| 51 | 11    | "A Casa Errada"                 | Mário Márcio Bandarra Roberto Farias | Jackie Vellego                                    | 5 de novembro de 2002                   | [ 52 ]                      |
| Baseada na obra de Artur de Azevedo. com: Zezé Polessa (Francelina), Maria Luísa Mendonça (Isabel), Clarice Niskier (Odete), Gláucio Gomes (Delaci), Edgard Amorim (Ernesto), Créo Kellab (Entregador), Karla Conka e Eva Todor (Tia Otília). |       |                                 |                                      |                                                   |                                         |                             |
| 52 | 12    | "Arioswaldo e o Lobisomem"      | Vicente Barcellos Roberto Farias     | Carlos Alberto Ratton                             | 12 de novembro de 2002                  | [ 53 ]                      |
| com: Tadeu Mello (Arioswaldo), Mariana Ximenes (Branca Luz), Dirce Migliaccio (Centenária), Murilo Rosa (Lobisomem), Carlos Vereza (Diprofundo), Flávio Migliaccio (Anquilóstomo), Eloísa Mafalda (Inxirida) e Nildo Parente (Vigário). |       |                                 |                                      |                                                   |                                         |                             |
| 53 | 13    | "Entre o Céu e a Terra"         | Roberto Farias                       | Roberto Farias                                    | 19 de novembro de 2002                  | [ 54 ]                      |
| Baseada na obra de Marcos Schiavon. com: Herson Capri (Agenor), Kadu Moliterno (Passos), Rita Guedes (Matilde), Alexandre Paternost (Sandro), Stepan Nercessian (João), Nizo Neto (Mário), Pedro Malta (Neto), Edgard Amorim, Camilo Bevilacqua, Eduardo Canuto, Ricca Barros, Eduardo Chamon, Fabio D'Arrochela, Alexandre Coelho e Telcy Ruas. |       |                                 |                                      |                                                   |                                         |                             |
| 54―57 | 14―17 | "Pastores da Noite"             | Maurício Farias Sérgio Machado       | Sérgio Machado Guel Arraes Cláudio Paiva          | 26 de novembro ― 17 de dezembro de 2002 | [ 55 ] [ 56 ] [ 57 ] [ 58 ] |
| Baseado na obra de Jorge Amado. com: Eduardo Moscovis (Cabo Martim), Matheus Nachtergaele (Curió), Luiz Carlos Vasconcelos (Pé de Vento), Lázaro Ramos (Massu), Tonico Pereira (Jesuíno), Fernanda Montenegro (Tibéria), Flávio Migliaccio (Alonso), Stênio Garcia (Chalub), Camila Pitanga (Marialva), Daneille Winitz (Beatriz/Rita), Leandra Leal (Otália), Osvaldo Mil, Dira Paes (Raimunda), Rosiane Pinheiro, Zéu Brito (Zico), André Escossia, Antônio Manso, Cibele de Sá, Chaiend Santos, Christovam Netto, Erlon Cherque, Fabiano Costa, Fafá Menezes, Felipe Paulino Gleyse Menezes, Negrizu, Rita Santana, Zeca Abreu e Riachão. Participação Especial : Rodrigo Santoro (padre). Atores Convidados: Dirce Migliaccio, Hilton Cobra, Gideon Rosa (Cônego), Chico Diaz, João Miguel (Chico Pinóia), Caco Monteiro (Delegado) |       |                                 |                                      |                                                   |                                         |                             |
| 58 | 18    | "Anjo Não Chora"                | Roberto Farias                       | Alessandro Marson Roberto Farias                  | 24 de dezembro de 2001                  | [ 59 ]                      |
| com: Andréa Beltrão (Cássia), Milton Gonçalves (Gaspar),Northon Nascimento (Batista), Roberto Bonfim (Mathias), Ana Carbatti (Maria), Thaís Fersoza (Zanzibar), Izak Dahora (Joel), Ed Oluveira, Miguel Nader, Antonio Ismael, Joel Reinoso, Carlos Marques. |       |                                 |                                      |                                                   |                                         |                             |

## Ligações Externas
- IMDb Full Cast & Crew
- Chamada Brava Gente Loucos De Pedra (07/05/2002)
- CHAMADA BRAVA GENTE PARA 16/04/2002;
- Filme Brava Gente A História de Ana Neri
- A CABINE - Brava Gente
- Brava Gente Arioswaldo e o Lobisomem